# Ville Virtanen (Schauspieler)

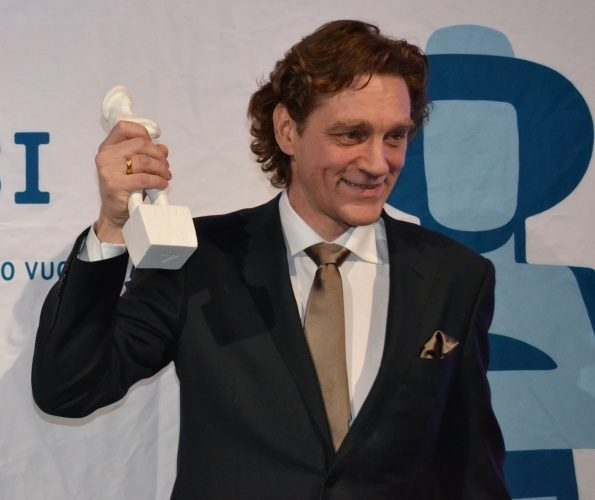
Ville Virtanen (2011)

Ville Virtanen (* 19. August 1961 in Espoo, Finnland) ist ein finnischer Schauspieler, Drehbuchautor, Filmregisseur und Schriftsteller.

## Leben
Ville Virtanen ist der Sohn des Filmemachers und Schriftstellers Jukka Virtanen und dessen Ehefrau Lisa. Seine Schwester Riikka Virtanen arbeitete als Maskenbildnerin ebenfalls beim Finnischen Film. Er war mit der Schauspielerin Eija Vilpas verheiratet und ist mit der Schauspielerin Birthe Wingren verheiratet. Mit Eija hat er drei Kinder, Sinna, Daniel und Valdemar, wobei alle drei ebenfalls Filmschauspieler waren bzw. sind.
Er studierte Anfang der 1980er Jahre Schauspiel an der Theaterakademie Helsinki und war anschließend an mehreren finnischen Theatern aktiv, bevor er 1985 in der Fernsehadaption von William Shakespeares Hamlet in der Rolle des Gyldenstern sein offizielles Filmschauspieldebüt gab. Inoffiziell gab er sein Leinwanddebüt bereits im Alter von fünf Jahren, als er 1966 als kleines Kind im Kindergarten eine Statistenrolle in der von seinem Vater geschrieben, inszenierten und gespielten Komödie Millipilleri hatte.
Virtanen ist international vor allen Dingen durch seine Darstellungen in Filmen wie Priest of Evil, Eine respektable Komödie und dem schwedischen Drama Bessere Zeiten bekannt geworden. In letzterem spielt er den finnischen Einwanderer Kimmo, der mit seiner alkoholkranken Frau Aili, gespielt von Outi Mäenpää ein Leben in Armut, Sucht und mit falschen Hoffnungen führt. Für seine Darstellung wurde er 2011 mit einer Nominierung des nationalen schwedischen Filmpreises Guldbagge als Bester Nebendarsteller bedacht. National wurde Virtanen bisher zweimal für den finnischen Filmpreis Jussi als Bester Hauptdarsteller nominiert, einmal 2009 für seine Darstellung des Eerik in Antti-Jussi Annilas Horrorfilm Sauna und einmal 2011 für die Darstellung des Mikael in Aleksi Salmenperäs Drama Paha perhe, wobei er letzteren gewann.

## Filmografie (Auswahl)
- 1966: Millipilleri
- 1997: Die Erlösung (Lunastus)

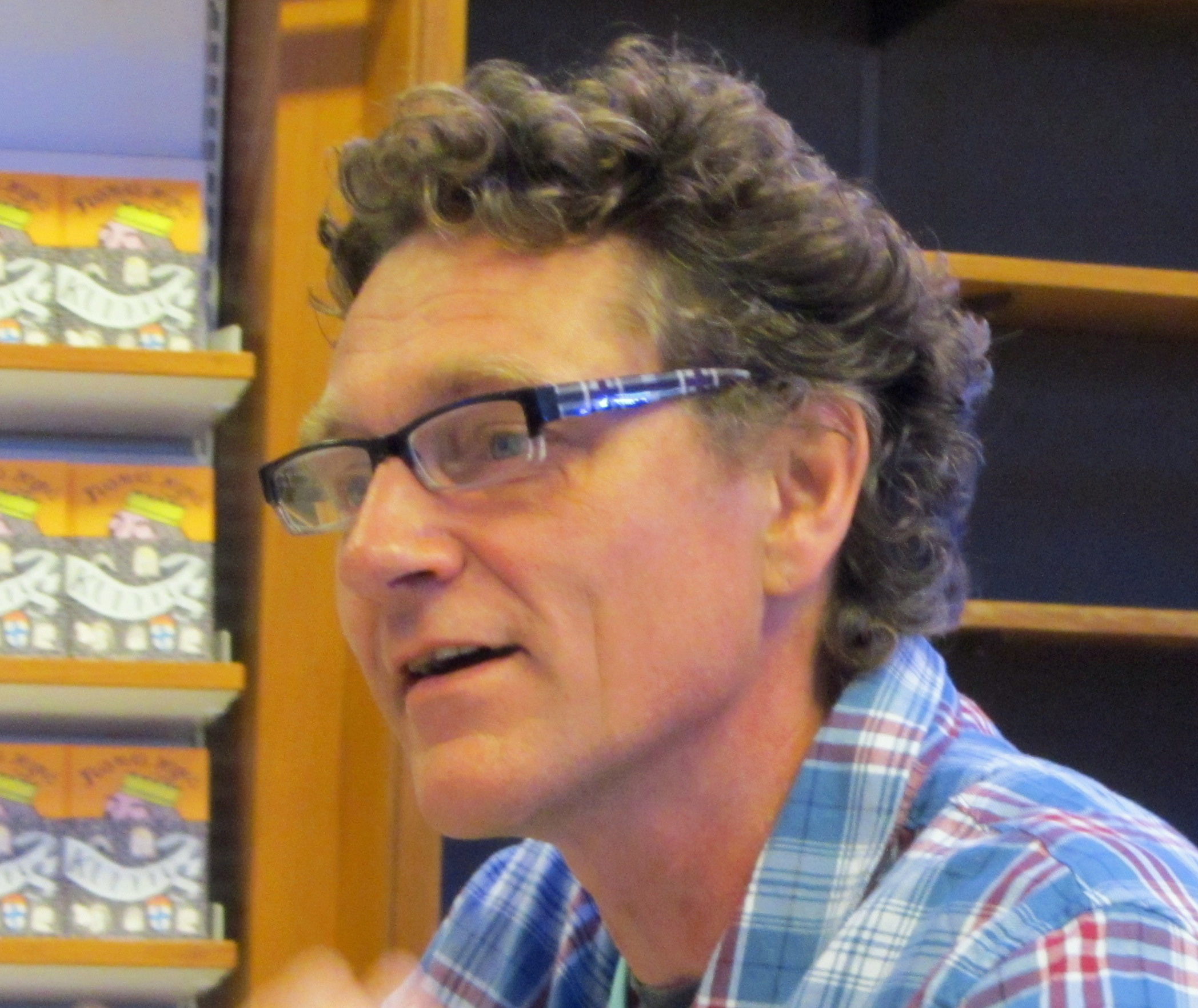
Ville Virtanen (2013)

- 1998: Eine respektable Komödie (Säädyllinen murhenäytelmä)
- 1999: Achterbahn: Mitten in der Nacht (Nattflykt)
- 2003: Nousukausi
- 2007: Wunder einer Winternacht – Die Weihnachtsgeschichte (Joulutarina)
- 2008: Kleine Hände, große Pfoten (Myrsky)
- 2008: Sauna
- 2010: Bad Family (Paha perhe)
- 2010: Bessere Zeiten (Svinalängorna)
- 2010: Paha perhe
- 2010: Priest of Evil (Harjunpää ja pahan pappi)
- 2012: Ella und das große Rennen (Ella ja kaverit)
- 2013: Nymphs (Fernsehserie, 4 Folgen)
- 2015: Jordskott
- 2016: Bordertown (Sorjonen)
- 2017: Occupied – Die Besatzung (Occupied)
- ab 2017: Rebecka Martinsson (Fernsehserie)
- 2020: Die Jönsson Bande (Se upp för Jönssonligan)
- 2024: Ei koskaan yksin

## Werke
- Menkää mielenhäiriöön (2001)
- Hevosen taju (2013)